# アイドーネ
アイドーネ（イタリア語: Aidone）は、イタリア共和国シチリア州エンナ県にある、人口約4,800人の基礎自治体（コムーネ）。

## 地理

### 位置・広がり

#### 隣接コムーネ
隣接するコムーネは以下の通り。括弧内のCTはカターニア県所属を示す。
- エンナ
- ミネーオ (CT)
- ピアッツァ・アルメリーナ
- ラッドゥーザ (CT)
- ラマッカ (CT)